# Maciej Kijowski

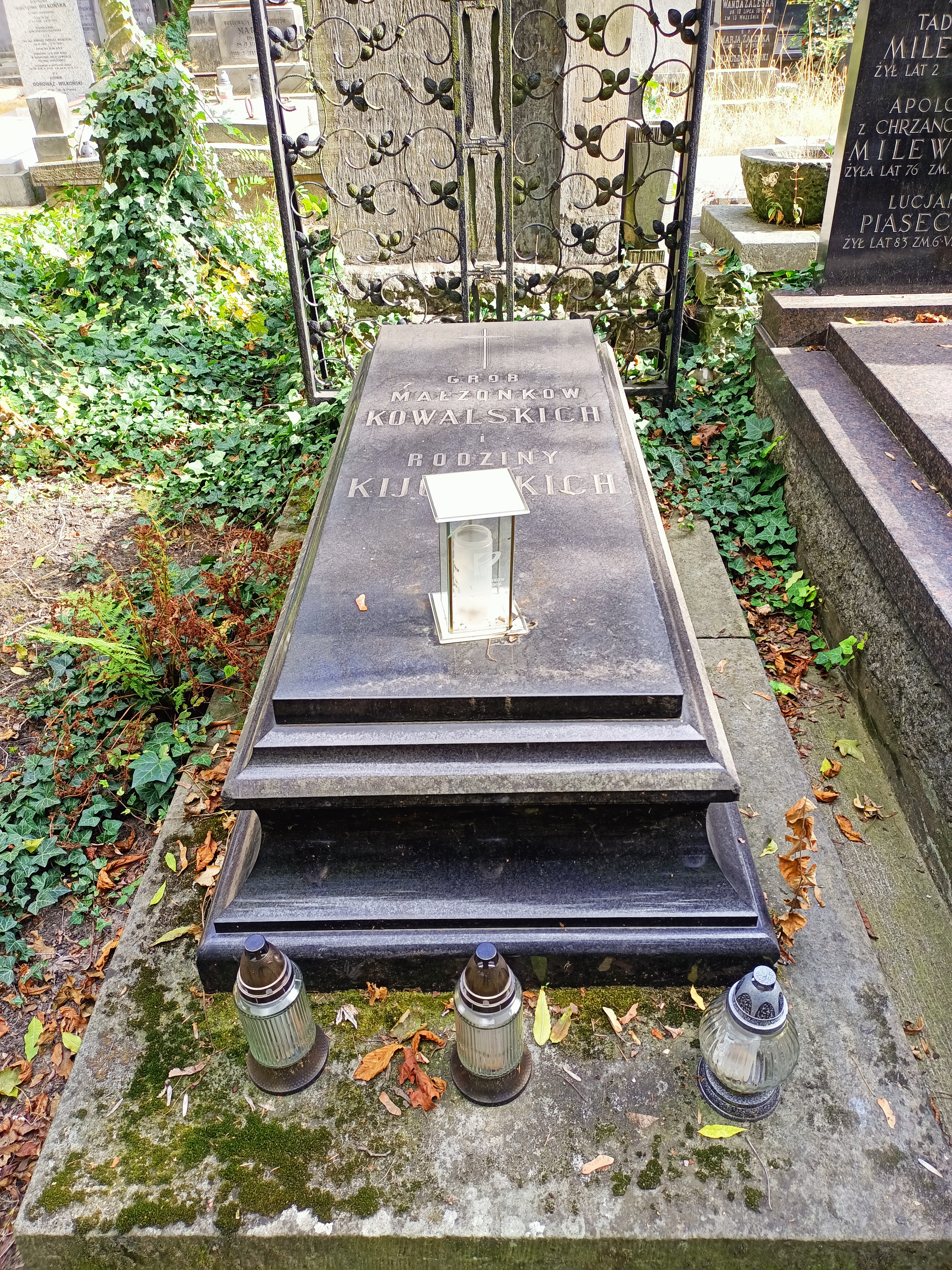
Grób Macieja Kijowskiego na cmentarzu Powązkowskim

Maciej Kijowski (ur. 1 stycznia 1935 w Bereźnie (wówczas Polska; obecnie wieś na terenie Białorusi), zm. 30 listopada 2017 w Warszawie) – polski operator filmowy.

## Kariera operatorska
Był absolwentem wydziału operatorskiego PWSF w Łodzi (dyplom uzyskał w 1959). W czasie studiów zrealizował zdjęcia do etiudy filmowej Romana Polańskiego pt. Dwaj ludzie z szafą (1958). W latach 60. pracował jako operator kamery przy produkcji filmów, m.in.: Tarpany (1961; reż. Kazimierz Kutz), Nafta (1961; reż. Stanisław Lenartowicz), Smarkula (1963; reż. Leonard Buczkowski), Milczenie (1963; reż. Kazimierz Kutz), Przerwany lot (1964; reż. Leonard Buczkowski), Wyspa złoczyńców (1965; reż. Stanisław Jędryka), Wszystko na sprzedaż (1968; reż. Andrzej Wajda), Gra (1968; reż. Jerzy Kawalerowicz), Dancing w kwaterze Hitlera (1968; reż. Jan Batory), Dzięcioł (1970; reż. Jerzy Gruza), Trzecia część nocy (1971; reż. Andrzej Żuławski).
Współpracował z Jerzym Wójcikiem przy realizacji zdjęć do Matki Joanny od Aniołów (1961) w reżyserii Kawalerowicza oraz z Wiesławem Zdortem przy filmie Sól ziemi czarnej (1969) Kutza. W 1972 zadebiutował jako samodzielny operator filmem Andrzeja Żuławskiego Diabeł. Rok później zrealizował zdjęcia do filmów: Drzwi w murze Stanisława Różewicza oraz Ciemna rzeka Sylwestra Szyszko. Potem był m.in. autorem zdjęć do słynnego Milionera (1977) z pamiętną rolą Janusza Gajosa.
Zmarł w wieku 82 lat. Został pochowany na cmentarzu Powązkowskim w Warszawie.

## Filmografia
Filmy:
- Diabeł (1972; reż. Andrzej Żuławski)
- Obszar zamknięty (1972; reż. Andrzej Brzozowski)
- 777 (1972; reż. Krzysztof Rogulski)
- Drzwi w murze (1973; reż. Stanisław Różewicz)
- Ciemna rzeka (1973; reż. Sylwester Szyszko)
- Orzeł i reszka (1974; reż. Ryszard Filipski)
- Złoto (1974; reż. S. Szyszko); film z cyklu Najważniejszy dzień życia
- Telefon (1974; reż. S. Szyszko); film z cyklu Najważniejszy dzień życia
- Strzał (1974; reż. S. Szyszko); film z cyklu Najważniejszy dzień życia
- Karuzela (1974; reż. Ryszard Ber); film z cyklu Najważniejszy dzień życia
- Katastrofa (1974; reż. R. Ber); film z cyklu Najważniejszy dzień życia
- Doktor Judym (1975; reż. Włodzimierz Haupe)
- Czerwone ciernie (1977; reż. Julian Dziedzina)
- Rekolekcje (1977; reż. Witold Leszczyński)
- Milioner (1977; reż. S. Szyszko)
- Umarli rzucają cień (1978; reż. J. Dziedzina)
- Gwiazdy poranne (1979; reż. Henryk Bielski)
- Zerwane cumy (1979; reż. S. Szyszko)
- Yokohama (1981; reż. Paweł Kuczyński)
- Bołdyn (1981; reż. Czesław i Ewa Petelscy)
- Wyłap (1982; reż. Henryk Dederko)
- Pastorale heroica (1983; reż. H. Bielski)
- Kamienne tablice (1983; reż. Cz. i E. Petelscy)
- Smażalnia story (1984; reż. Józef Gębski)
- Zaproszenie (1986; reż. Wanda Jakubowska)
- Na całość (1986; reż. Franciszek Trzeciak)
- Poczekaj błyśnie (1986; reż. F. Trzeciak)
- Mewy (1986; reż. Jerzy Passendorfer)
- Kolega Pana Boga (1986; reż. Wojciech Brzozowicz)
- Kolory kochania (1988; reż. W. Jakubowska)
- Głos (1991; reż. Janusz Kondratiuk)
- Komedia małżeńska (1993; reż. Roman Załuski)
- Wesoła noc smutnego biznesmena (1993; reż. Andrzej Kondratiuk)
- Wrzeciono czasu (1995; reż. A. Kondratiuk)
- Słoneczny zegar (1997; reż. A. Kondratiuk)

Seriale TV:
- Zaklęty dwór (1976; reż. Antoni Krauze)
- Ucieczka z miejsc ukochanych (1987; reż. Julian Dziedzina)
- W piątą stronę świata (1990; reż. J. Dziedzina)
- Dziewczyna z Mazur (1990; reż. J. Dziedzina)
- Zespół adwokacki (1993-94; reż. Andrzej Kotkowski)